# بلاك بيري بورش ديزاين P'9982
بلاك بيري بورش ديزاين P'9982 (بالإنجليزية: BlackBerry Porsche Design P'9982)‏ هو هاتف ذكي من بلاك بيري يعمل بنظام بلاك بيري، تم طرحه في الأسواق في ديسمبر 2013.

## الخصائص
- نظام التشغيل: بلاك بيري
- الكاميرا الأمامية: 2 ميجابكسل
- الكاميرا الخلفية: 8 ميجابكسل
- الشاشة: 280 × 768
- الوزن: 140 غ (4.94 أونصة)
- المعالج: 1.5 جيجا هرتز ثنائي النواة
- الذاكرة: 2 جيجابايت رام
- التخزين: 64 جيجابايت ذاكرة وميضية

## وصلات خارجية
- الموقع الإلكتروني